# Richard Rozendaal
Richard Rozendaal (Warmenhuizen, 6 april 1972) is een Nederlandse voormalig weg- en baanwielrenner. Hij nam deel aan de Olympische Zomerspelen van 1996 waar hij samen met Jarich Bakker, Peter Schep en Robert Slippens twaalfde werd op de ploegenachtervolging.

## Belangrijkste uitslagen

### Baanwielrennen
| Jaar  | NK                                                       | EK    | WK                      | Overig                                      |
| Elite | Elite                                                    | Elite | Elite                   | Elite                                       |
| ----- | -------------------------------------------------------- | ----- | ----------------------- | ------------------------------------------- |
| 1993  | achtervolging                                            |       |                         |                                             |
| 1994  | puntenkoers, achtervolging                               |       |                         |                                             |
| 1995  | achtervolging, puntenkoers                               |       |                         |                                             |
| 1996  | koppelkoers, 50km · puntenkoers                          |       | 8e ploegenachtervolging | Olympische Spelen: 12e ploegenachtervolging |
| 1997  | achtervolging, puntenkoers · keirin, 1km tijdrit · derny |       |                         |                                             |